# Název Republiky srbské v Bosně
Republika srbská, srbochorvatsky, srbsky, chorvatsky, bosensky, černohorsky Republika Srpska (neoficiálně Republika srbská v Bosně nebo Bosenská Republika srbská, v originále Republika Srpska u Bosni) je jedna ze dvou entit federativní Bosny a Hercegoviny.

## Vývoj názvů Republiky srbské
V září 1991 byla v Trebinji v jižní Hercegovině vyhlášena Srbská autonomní oblast Hercegovina (srbsky Srpska Autonomna Pokrajina Hercegovina). V lednu 1992 rozhodli Srbové v Bosně a Hercegovině o vytvoření Republiky srbského národa v Bosně a Hercegovině (srbsky Republika srpskog naroda u Bosni i Hercegovini).
27. 3. 1992 Skupština srbského národa v Bosně a Hercegovině přijala ústavu a 7. 4. 1992 vyhlásila nezávislou Srbskou republiku Bosnu a Hercegovinu (srbsky Srpska Republika Bosna i Hercegovina). Ta byla 12. 8. 1992 přejmenována na Republiku srbskou (srbsky Republika Srpska).

## Srovnání názvu entity s názvem Srbska
Publikace Státy a území světa uvádí entitu pod názvem Srbská republika (BaH), z důvodu odlišení od Srbska o ní v dalším textu hovoří jako Republice srbské. Název Republika srbská je uveden i v kolonce Úřední název území v češtině.
 Stát Srbsko je uváděn jako Srbská republika nebo Republika Srbsko.
Publikace Státy a jejich představitelé uvádí entitu pod názvem Srbská republika (v Bosně).

### Srovnání názvů v různých jazycích
| jazyk            | Republika Srpska                                                               | Republika Srbija                      |
| ---------------- | ------------------------------------------------------------------------------ | ------------------------------------- |
| albánština       | Republika Serbe                                                                | Republika e Serbisë                   |
| angličtina       | Serbian Republic Republic of Serbland Bosnian Serb Republic Republic of Srpska | Republic of Serbia                    |
| arabština        | جمهورية صربية                                                                  | جمهورية صربيا                         |
| běloruština      | Рэспубліка Сербская                                                            | Рэспубліка Сербія                     |
| bulharština      | Република Сръбска                                                              | Република Сърбия                      |
| čeština          | Republika srbská                                                               | Republika Srbsko Srbská republika     |
| chorvatština     | Republika Srpska                                                               | Republika Srbija                      |
| esperanto        | Serba Respubliko Respubliko Serba                                              | Respubliko Serbio                     |
| estonština       | Serblaste Vabariik                                                             | Serbia Vabariik                       |
| finština         | Bosnian serbitasavalta Serbitasavalta                                          | Serbian tasavalta                     |
| francouzština    | République serbe République serbe de Bosnie                                    | République de Serbie                  |
| italština        | Repubblica Serba Repubblica Srpska                                             | Repubblica di Serbia                  |
| latina           | Republica Serbica                                                              | Res publica Serbia Res publica Servia |
| litevština       | Serbų respublika                                                               | Serbijos Respublika                   |
| lužická srbština | Republika Srpska                                                               | Republika Serbiska                    |
| maďarština       | Boszniai Szerb Köztársaság                                                     | Szerb Köztársaság                     |
| němčina          | Serbische Republik Serbenrepublik                                              | Republik Serbien                      |
| nizozemština     | Servische Republiek                                                            | Republiek Servië                      |
| polština         | Republika Serbska                                                              | Republika Serbii                      |
| portugalština    | República Sérvia                                                               | República da Sérvia                   |
| ruština          | Республика Сербская                                                            | Республика Сербия                     |
| řečtina          | Σερβική Δημοκρατία                                                             | Δημοκρατία της Σερβίας                |
| slovenština      | Republika Srbská                                                               | Srbská republika                      |
| slovinština      | Republika srbska                                                               | Republika Srbija                      |
| srbština         | Република Српска/Republika Srpska                                              | Република Србија/Republika Srbija     |
| španělština      | República Serbia República Srpska                                              | República de Serbia                   |
| turečtina        | Sırp Cumhuriyeti                                                               | Sırbistan Cumhuriyeti                 |
| ukrajinština     | Республіка Сербська                                                            | Республіка Сербія                     |

## Zeměpisný název
Jednoslovný název Republiky srbské v srbochorvatštině je Srpska. Název byl vytvořen obdobně jako srbochorvatský název Chorvatska Hrvatska (Republika Hrvatska).